# 昂格莱斯
昂格莱斯（法語：Anglès，法語發音：[ɑ̃ɡlɛs]）是法国奧克西塔尼大區塔恩省的一个市镇，属于卡斯特尔区。

## 地理
昂格莱斯（43°33'50"N, 2°33'40"E）面积85.62 平方千米，位于法国奧克西塔尼大區塔恩省，该省份为法国南部内陆省份，北起顺时针与阿韦龙省、埃罗省、奥德省、上加龙省和塔恩-加龙省接壤。
与昂格莱斯接壤的市镇（或旧市镇、城区）包括：库尔尼乌、阿古河畔拉萨尔沃塔、勒苏列、布拉萨克、丰里约、鲁艾鲁堡、拉卡巴雷德、拉蒙泰拉列、拉斯法亚德、鲁艾鲁、圣阿芒瓦尔托雷。

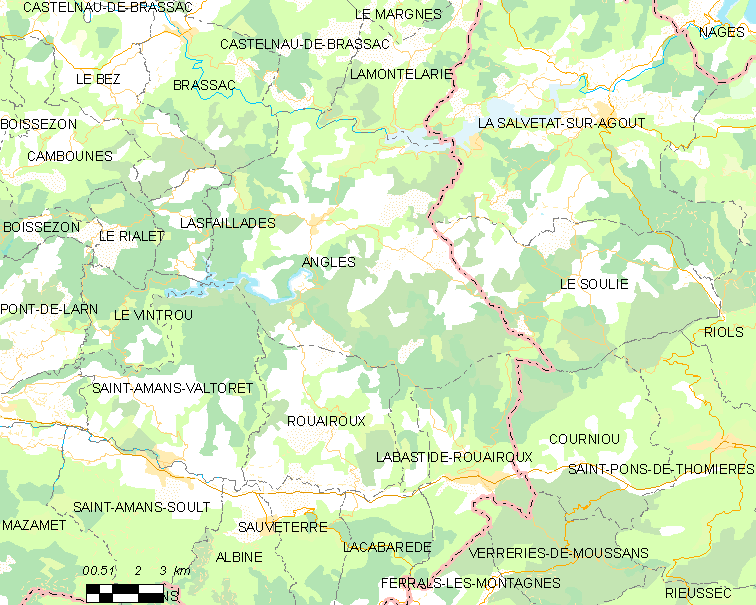
昂格莱斯的OSM定位图

昂格莱斯的时区为UTC+01:00、UTC+02:00（夏令时）。

## 行政
昂格莱斯的邮政编码为81260，INSEE市镇编码为81014。

## 政治
昂格莱斯所属的省级选区为奥克高地县。

## 人口

1962-2008年间昂格莱斯人口变化图示

昂格莱斯于2022年1月1日时的人口数量为517人。